# منتخب جزر سليمان تحت 23 سنة لكرة القدم
منتخب جزر سليمان تحت 23 سنة لكرة القدم (بالإنجليزية: Solomon Islands national under-23 football team)‏ هو ممثل جزر سليمان الرسمي في المنافسات الدولية في كرة القدم في فئة كرة قدم تحت 23 سنة للرجال، يديريه اتحاد جزر سليمان لكرة القدم.